# Omurawalvis
De omurawalvis (Balaenoptera omurai) is een soort vinvis uit het geslacht Balaenoptera. Vroeger werd de soort gerekend tot de brydevinvis (B. brydei) of Edens vinvis (B. edeni) - waarvan nog onduidelijk is of het een of twee soorten zijn - maar sinds 2006 wordt de omurawalvis door het IUCN en de Internationale Walvisvaartcommissie als een fylogenetisch verschillende soort beschouwd.
Hoewel de soort als apart wordt beschouwd, kan nog blijken dat de wetenschappelijke naam B. omurai niet geldig is en vervangen moet worden. Dit is te wijten aan het onzekere karakter van het holotype van B. edeni, waarvan niet bepaald is of het behoort tot de Edens vinvis of de brydevinvis zoals die bekendstaan. B. omurai werd vergeleken met een ander specimen, waarvan vermoed wordt dat het B. edeni betreft. Mogelijk is het holotype echter van een andere soort dan van dit specimen. Mocht blijken dat het holotype van B. edeni en B. omurai één soort betreffen, dan is B. edeni de juiste naam voor deze soort. Het typespecimen van B. edeni kan echter ook van de soort zijn die nu bekendstaat als de brydevinvis of inderdaad van de Edens vinvis zoals bekend van het latere specimen.

## Naamgeving
De soortaanduiding omurai eert Hideo Omura, een Japanse walviskundige, voor zijn bijdragen aan de kennis over walvissen.

## Leefgebied
Er zijn weinig specimina van de omurawalvis bekend, waardoor zijn volledige leefgebied nog niet helemaal zeker is. Hij komt voor in de Indische en Stille Oceaan. Ze werden waargenomen nabij de Cocoseilanden, Indonesië, Japan, Maleisië, de Filipijnen en de Salomonseilanden. Hij komt zowel in diep water als in kustgebieden.

## Kenmerken
De soort onderscheidt zich van zijn verwanten door de morfologie van de schedel (breed en plat) en het lage aantal baleinen (circa 200 aan elke kant). De voorste baleinen zijn geelwit, de achterste zwart, de middelste hebben beide kleuren. De snuit wordt smaller vanaf de basis. De soort is kleiner dan de brydevinvis/Edens vinvis: een exemplaar wordt tussen 9,6 en 12 meter lang; de vrouwtjes zijn groter dan de mannetjes. Uiterlijk lijkt de omurawalvis wat op de gewone vinvis. Zo zijn de voor- en onderzijde van de borstvinnen wit en is de onderkant asymmetrisch. De linkerkant van de keel is gepigmenteerd, de rest van de buikzijde is wit. De staartvin is onderaan wit met een zwarte rand. Het aantal buikplooien wordt op 80 tot 90 geschat. In tegenstelling tot de brydevinvis heeft de omurawalvis geen opstaande randen op de zijkanten van het hoofd; het hoofd is echter ook niet compleet glad.
Omurawalvissen leven niet in grote groepen, maar in losse groepen van enkele exemplaren, die niet dicht bij elkaar zitten, maar wel op hoorbare afstand blijven. Ze zingen een lage, herhalende melodie die meer dan een uur kan duren. Sporadisch verheffen meerdere individuen samen hun stem; de reden daarvoor is nog niet helemaal zeker.

## Albino
In januari 2024 werd bij Phuket, voor de kust van Thailand, waarschijnlijk een albino van omurawalvis waargenomen.

## Fylogenie
De omurawalvis vormt een monofyletische groep met de brydevinvis/Edens vinvis, noordse vinvis en blauwe vinvis. Hoewel de omurawalvis tot de brydevinvis/Edens vinvis werd gerekend, wijst fylogenetisch onderzoek uit dat de soort zich - net als de blauwe vinvis - eerder afsplitste dan de brydevinvis, Edens vinvis en de noordse vinvis onderling.